# Campionat de Zúric 1968
L'edició del 1968 fou la 53a del Campionat de Zuric. La cursa es disputà el 5 de maig de 1968, pels voltants de Zúric i amb un recorregut de 249 quilòmetres. El vencedor final fou l'italià Franco Bitossi, que s'imposà per davant de Valère Van Sweevelt i Marino Basso.

## Classificació final
|    | Ciclista              | Equip                            | Temps      |
| -- | --------------------- | -------------------------------- | ---------- |
| 1  | Franco Bitossi        | Filotex                          | 6h 27' 40" |
| 2  | Valère Van Sweevelt   | Smith's                          | + 4"       |
| 3  | Marino Basso          | Molteni                          | m. t.      |
| 4  | Daniel Van Rijckeghem | Mann-Grundig                     | m. t.      |
| 5  | Carmine Preziosi      | Frimatic-Wolber-De Gribaldy      | m. t.      |
| 6  | Jan Harings           | Caballero-Wielersport            | m. t.      |
| 7  | Gianni Motta          | Molteni                          | m. t.      |
| 8  | Remi Van Vreckom      | Pull Over Centrale-Tasmanie-Novy | m. t.      |
| 9  | Cees Zoontjens        | Caballero-Wielersport            | m. t.      |
| 10 | Peter Glemser         | Frimatic-Wolber-De Gribaldy      | m. t.      |